# Large Area Neutron Detector

Le Large Area Neutron Detector, également connu sous le nom LAND, est un détecteur de neutrons installé au Centre de recherche sur les ions lourds.
Il est composé de 10 plans de 20 barreaux. Chacun de ces barreaux ayant des dimensions 10 × 10 × 200 cm et étant composé d'une structure en sandwich de couches de convertisseur (fer) et de plastique scintillant (ayant chacune une épaisseur de 0,5 cm). Les convertisseurs sont utilisés pour convertir les neutrons (particules non chargées) en particule chargées (détectable par le plastique) par une gerbe hadronique. Chaque barreau est équipé à ses deux extrémités par deux photomultiplicateurs. Il a été construit en 1992.
Le nom du détecteur a été adopté par un groupe de recherche du GSI. Ils étudient la structure nucléaire des noyaux radioactifs (à courte durée de vie) dans la région des noyaux légers ou de masse intermédiaire.